# 28日
28日（にじゅうはちにち）は、暦上の各月における28日目である。
各月の28日については下記を参照。
- 1月28日 - 1月28日 (旧暦)
- 2月28日 - 2月28日 (旧暦)
- 3月28日 - 3月28日 (旧暦)
- 4月28日 - 4月28日 (旧暦)
- 5月28日 - 5月28日 (旧暦)
- 6月28日 - 6月28日 (旧暦)
- 7月28日 - 7月28日 (旧暦)
- 8月28日 - 8月28日 (旧暦)
- 9月28日 - 9月28日 (旧暦)
- 10月28日 - 10月28日 (旧暦)
- 11月28日 - 11月28日 (旧暦)
- 12月28日 - 12月28日 (旧暦)

## 記念日・年中行事
- 不動明王の縁日（ 日本）
- 鬼子母神の縁日（ 日本） ※毎月8日・18日・28日
- ハッピーデー（ 日本 イトーヨーカドー） ※毎月8日・18日・28日
- ニワトリの日（ 日本）
日本養鶏協会等が1978年6月に制定。「に(2)わ(8)とり」の語呂合せ。

- 五十日（ 日本、月最終日の場合） ※5か0のつく日および月末
- そばの日（ 日本、月最終日の場合）
日本麺業団体連合会が制定。昔、江戸の商人が毎月月末に縁起物として蕎麦を食べていたことから。